# Carica (Busovača, BiH)
Carica je naseljeno mjesto u općini Busovača, Federacija Bosne i Hercegovine, BiH.

## Stanovništvo

### 1991.
Nacionalni sastav stanovništva 1991. godine, bio je sljedeći:
ukupno: 456
- Hrvati - 367
- Muslimani - 72
- Srbi - 3
- Jugoslaveni - 14

### 2013.
Nacionalni sastav stanovništva 2013. godine, bio je sljedeći:
ukupno: 623
- Hrvati - 530
- Bošnjaci - 80
- Srbi - 5
- ostali, neopredijeljeni i nepoznato - 8